# エンポリア (バージニア州)
エンポリア（英: Emporia）は、アメリカ合衆国バージニア州南部に位置し、グリーンズビル郡に取り囲まれている独立市である。2010年国勢調査での人口は5,927人だった。アメリカ合衆国商務省経済分析局は統計上の目的でエンポリア市とグリーンズビル郡を1つにしている。エンポリア市はグリーンズビル郡の郡庁所在地である。

## 歴史
バージニア植民地時代の1710年、ヒックスフォードの町が造られた。そこはバージニア東部のフォート道路がクリスタナ砦に向かう途中でメヘリン川を越える所だった。バージニアが州になった後の1798年、メヘリン川の北岸にベルフィールドの町が造られた。この2つの町は1887年に合併し、エンポリアと呼ぶ法人化町になった。町名は、カンザス州エンポリアから採られていた。エンポリアは1967年にバージニア州議会から独立市として再認証された。
エンポリアは長く交通の要衝だった。現在CSXトランスポーテーションの南北鉄道線がノーフォーク・サザン鉄道の東西方向線と交わっている。アメリカ国道58号線が東西方向に、州間高速道路95号線とアメリカ国道301号線が南北方向に走っている。

## 地理
エンポリアは北緯36度41分34秒 西経77度32分17秒 / 北緯36.69278度 西経77.53806度 に位置する。
アメリカ合衆国国勢調査局に拠れば、市域全面積は7.0平方マイル (18 km2)、このうち陸地は6.9平方マイル (18 km2)、水面は0.1平方マイル (0.26 km2)で水域率は1.00％である。州間高速道路95号線とアメリカ国道58号線が市内を通る幹線道であり、州都リッチモンドから南に65マイル、ノーフォークから西に80マイル、ノースカロライナ州のロッキーマウントからは北に約60マイルに位置している。ノースカロライナ州ガストンの町に接近している。
市内にはグリーンズビル郡高校と、サウスサイド・バージニア・コミュニティカレッジのエンポリア分校がある。

## 人口動態
市民の約29%はイスラム教徒であり、国内でも最大の比率となっている。
以下は2010年国勢調査による人口統計データである。
| 基礎データ - 人口: 5,665人 - 世帯数: 2,226 世帯 - 家族数: 1,406 家族 - 人口密度: 317.5人/km2（821.9人/mi2） - 住居数: 2,412軒 - 住居密度: 135.2軒/km2（349.9軒/mi2） 人種別人口構成 - 白人: 42.45% - アフリカン・アメリカン: 56.15% - ネイティブ・アメリカン: 0.07% - アジア人: 0.53% - 太平洋諸島系: 0.07% - その他の人種: 0.30% - 混血: 0.42% - ヒスパニック・ラテン系: 1.48% 年齢別人口構成 - 18歳未満: 25.2% - 18-24歳: 8.1% - 25-44歳: 25.6% - 45-64歳: 20.6% - 65歳以上: 20.6% - 年齢の中央値: 39歳 - 性比（女性100人あたり男性の人口） - 総人口: 83.4 - 18歳以上: 78.1 | 世帯と家族（対世帯数） - 18歳未満の子供がいる: 29.2% - 結婚・同居している夫婦: 37.5% - 未婚・離婚・死別女性が世帯主: 21.0% - 非家族世帯: 36.8% - 単身世帯: 32.2% - 65歳以上の老人1人暮らし: 17.4% - 平均構成人数 - 世帯: 2.43人 - 家族: 3.05人 収入と家計 - 収入の中央値 - 世帯: 30,333米ドル - 家族: 35,743米ドル - 性別 - 男性: 27,772米ドル - 女性: 21,657米ドル - 人口1人あたり収入: 15,377米ドル - 貧困線以下 - 対人口: 16.0% - 対家族数: 11.4% - 18歳未満: 21.5% - 65歳以上: 14.5% |

## 催事
エンポリア自転車クラブが定期的に走行会を開催しており、毎年のグレート・ピーナット・ライドには数百人の自転車愛好家を集め、ピーナッツ農園を訪れ、キャンプ場で心のこもった料理とライブ演奏の歓待を受ける。バージニア豚肉祭は毎年6月第2水曜日に開催されている。

## 犯罪
バージニア州が毎年発行する「バージニア州の犯罪」2006年版では、2005年と2006年、人口10万人あたりの発生率で、エンポリアが州内第2位になった。